# Giorgio Canuto
Pour les articles homonymes, voir Canuto.
Giorgio Canuto (3 juin 1897 - 29 octobre 1960) est un espérantiste italien.

## Biographie
Giorgio Canuto nait le 3 juin 1897 à Turin, en Italie, dans une famille de médecins. Sa mère est la première femme diplômée de médecine de l’université de Turin. En 1921, il obtient un diplôme de médecine, et en 1924, un diplôme de juriste à l’université de Turin.
Il meurt le 29 octobre 1960 à Turin.